# Samsung Gear Live
Il Samsung Gear Live è uno smartwatch Android Wear annunciato e messo in commercio da Samsung e Google il 25 giugno 2014. È stato messo in commercio insieme a LG G Watch come dispositivo di lancio per Android Wear, una versione modificata di Android progettata specificamente per smartwatch e altri indossabili. Gear Live è il 5° dispositivo della famiglia di dispositivi indossabili Samsung Gear. È compatibile con tutti gli smartphone Android 4.3 o superiore che supportano il Bluetooth Low Energy.
Gear Live è disponibile negli Stati Uniti e Canada a 199$ sul Google Play Store da giugno 2014. È anche disponibile sul Google's Play Store inglese per £169. A partire da luglio 2014 Gear Live è stato reso disponibile in Australia, Francia, Germania, India, Irlanda, Italia, Giappone, Corea del Sud, e Spagna.

## Hardware
Ha una certificazione IP67 di resistenza a polvere ed acqua, esterno in acciaio e cinturino di 22 millimetri sostituibile dall'utente. L'orologio è dotato del bottone di accensione e cardiofrequenzimetro.

## Software
Dispone di un sistema di notifica basato su Google Now, che gli permette di accettare, ricevere, trasdurre e, infine, processare i comandi vocali forniti dall'utente.